# Jürgen Damm
Jürgen Damm Rascón (ur. 7 listopada 1992 w Tuxpan) – meksykański piłkarz pochodzenia niemieckiego występujący na pozycji prawego skrzydłowego, reprezentant Meksyku, od 2025 roku zawodnik amerykańskiego Oakland Roots.

## Kariera klubowa
Damm pochodzi z miasta Tuxpan w stanie Veracruz z rodziny o niemieckich korzeniach (jego dziadek ze strony ojca był Niemcem). Karierę piłkarską rozpoczynał w Guadalajarze, w wieku juniorskim występując w tamtejszych trzech profesjonalnych drużynach – najpierw w Chivas de Guadalajara, następnie w Club Atlas, zaś później przeniósł się do najniżej notowanego z nich wszystkich Estudiantes Tecos. Tam, mając dziewiętnaście lat, został włączony do pierwszej ekipy przez szkoleniowca Héctora Hugo Euguiego i w meksykańskiej Primera División zadebiutował 24 marca 2012 w przegranym 0:4 spotkaniu z Monterrey. Na koniec rozgrywek 2011/2012 spadł z Tecos do drugiej ligi meksykańskiej, gdzie spędził kolejny rok, mimo regularnych występów pełniąc jednak przeważnie rolę rezerwowego. Jego talent został dostrzeżony przez wysłanników angielskiego Manchesteru United, dokąd zawodnik w lutym 2013 udał się na testy, jednak pomimo pozytywnej oceny sztabu trenerskiego do transferu nie doszło z przyczyn formalnych.
Latem 2013 Damm powrócił do najwyższej klasy rozgrywkowej, przenosząc się do drużyny CF Pachuca w ramach współpracy pomiędzy obydwoma zespołami (posiadającymi wspólnego właściciela – Grupo Pachuca). Tam mimo młodego wieku szybko wywalczył sobie miejsce w wyjściowej jedenastce, wygrywając rywalizację o miejsce w składzie z bardziej doświadczonym Alexem Colónem i premierowego gola w pierwszej lidze strzelił 20 października 2013 w wygranej 3:1 konfrontacji z Guadalajarą. W wiosennym sezonie Clausura 2014, będąc kluczowym piłkarzem swojej ekipy, zdobył z Pachucą tytuł wicemistrza Meksyku, a sam został wybrany w plebiscycie magazynu "Récord" rewelacją rozgrywek. Ogółem w barwach Pachuki spędził dwa lata jako czołowy zawodnik ligi meksykańskiej.
W lipcu 2015 Damm za sumę dziesięciu milionów dolarów przeszedł do klubu Tigres UANL z miasta Monterrey, gdzie z miejsca został podstawowym zawodnikiem ofensywnego kwartetu, współtworząc go z André-Pierre Gignakiem, Rafaelem Sóbisem i Javierem Aquino. Jeszcze w tym samym roku dotarł z Tigres do finału najbardziej prestiżowych rozgrywek południowoamerykańskiego kontynentu – Copa Libertadores, a w jesiennym sezonie Apertura 2015 wywalczył z ekipą Ricardo Ferrettiego swoje pierwsze mistrzostwo Meksyku. W 2016 roku doszedł natomiast do finału Ligi Mistrzów CONCACAF.
| Sezon     | Klub              | Kraj   | Rozgrywki  | Mecze | Bramki |
| --------- | ----------------- | ------ | ---------- | ----- | ------ |
| 2011/2012 | Estudiantes Tecos | Meksyk | Liga MX    | 1     | 0      |
| 2012/2013 | Estudiantes Tecos | Meksyk | Ascenso MX | 19    | 0      |
| 2013/2014 | CF Pachuca        | Meksyk | Liga MX    | 39    | 3      |
| 2014/2015 | CF Pachuca        | Meksyk | Liga MX    | 28    | 1      |
| 2015/2016 | Tigres UANL       | Meksyk | Liga MX    |       |        |

## Kariera reprezentacyjna
W seniorskiej reprezentacji Meksyku Damm zadebiutował za kadencji selekcjonera Miguela Herrery, 28 marca 2015 w wygranym 1:0 meczu towarzyskim z Ekwadorem. Premierowego gola w kadrze narodowej strzelił natomiast już w kolejnym występie, 17 listopada tego samego roku w wygranej 2:0 konfrontacji z Hondurasem w ramach eliminacji do Mistrzostw Świata 2018.